# Pilar del Castillo
Pilar del Castillo Vera , née le 31 juillet 1952 à Nador (Maroc), est une femme politique espagnole, membre du Parti populaire (PP). Elle est ministre de l'Éducation et de la Culture entre 2000 et 2004 et députée européenne depuis 2004.

## Biographie

### Formation
Elle obtient une licence de droit à l'université complutense de Madrid, puis reçoit une bourse Fulbright lui permettant d'étudier un an, entre 1981 et 1982, à l'université d'État de l'Ohio, où elle passe avec succès un master de science politique. 
L'année suivante, en 1983, elle décroche un doctorat de droit à l'université Complutense, sa thèse sur le financement des partis politiques dans les démocraties occidentales lui valant le prix du centre de recherches sociologiques (CIS).

### Universitaire
En 1986, elle est nommée professeur titulaire de droit constitutionnel à l'université nationale d'enseignement à distance (UNED), avant d'être promue, en 1994, au rang de professeur des universités de science politique et administratives. Devenue directrice de la Nouvelle revue politique, culturelle et artistique en 1995, elle est choisie l'année suivante comme nouvelle directrice du CIS par le gouvernement de José María Aznar, quelques jours seulement après avoir refusé le ministère de l'Environnement.

### Ministre de l'Éducation
Le 28 avril 2000, Pilar del Castillo, bien que n'appartenant alors pas au Parti populaire, est nommée ministre de l'Éducation, de la Culture et des Sports. À ce poste, elle entreprend une profonde réforme du système éducatif espagnol, au moyen de la loi organique relative aux universités (LOU), adoptée en décembre 2001, suscitant d'importantes manifestations étudiantes, et de la loi organique relative à la qualité de l'éducation (LOCE), votée en décembre 2002 mais qui sera abrogée en mai 2006 par les socialistes.
Elle dépose une demande d'adhésion au Parti populaire en octobre 2001. Selon le règlement, une telle demande doit être parrainée par deux autres militants. Étant une « personnalité de premier plan », la tradition veut que ses deux parrains soient le président et le secrétaire général, Aznar et Javier Arenas. Jusqu'ici indépendante, elle explique qu'elle « entretenait une relation très ancienne et très proche avec le parti » et qu'elle n'a fait que « formaliser juridiquement une relation de fait ».
Elle fait également approuver la loi organique relative à la formation professionnelle (LOCFP), en juin 2002, et la loi sur le musée du Prado, en 2003, qui a pour but d'accroître son autonomie budgétaire et institutionnelle.

### Députée nationale, puis européenne
Choisie comme tête de liste du PP dans la province de Grenade pour les élections générales du 14 mars 2004, elle est élue au Congrès des députés et intègre alors la commission des Affaires étrangères. Deux mois à peine après son élection, elle intègre la liste du parti pour les élections européennes du 13 juin, à la dixième place, et devient alors députée européenne.
Au Parlement européen, elle fait son entrée au bureau du groupe du Parti populaire européen (Démocrates chrétiens) et à la commission de l'Industrie, de la Recherche et de l'Énergie. Elle est réélue aux élections de 2009 et se voit reconduite dans ces fonctions. Elle est réélue en 2014, 2019 et 2024.

### Vie privée
Mariée avec Guillermo Gortázar, ancien secrétaire à la Formation du PP, elle est mère de deux enfants.